# Emily Rios

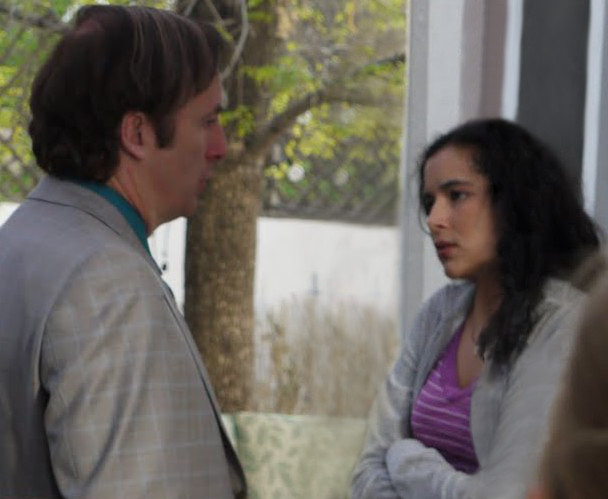
Emily Rios na planie serialu Breaking Bad

Emily Clara Rios (ur. 27 kwietnia 1989 w Los Angeles) – amerykańska aktorka, która wystąpiła m.in. w filmie Gdyby ulica Beale umiała mówić oraz serialach Breaking Bad, The Bridge: Na granicy i Snowfall.

## Filmografia

### Filmy
| Rok  | Tytuł                          | Rola            | Uwagi       |
| ---- | ------------------------------ | --------------- | ----------- |
| 2005 | For Them                       | Lydia           | krótkometr. |
| 2006 | Piętnastolatka                 | Magdalena       |             |
| 2007 | The Blue Hour                  | Happy           |             |
| 2007 | The Stain on the Sidewalk      | Vanessa         |             |
| 2008 | Vicious Circle                 | Angel           |             |
| 2009 | Down for Life                  | Vanessa         |             |
| 2009 | Zwycięski sezon                | Kathy Reyes     |             |
| 2010 | Ranczo miłości                 | Muneca          |             |
| 2010 | Pete Smalls Is Dead            | Xan             |             |
| 2011 | Agent XXL: Rodzinny interes    | Isabelle        |             |
| 2016 | Paint It Black                 | Pen             |             |
| 2018 | Gdyby ulica Beale umiała mówić | Victoria Rogers |             |

### Telewizja
| Rok     | Tytuł                      | Rola               | Uwagi          |
| ------- | -------------------------- | ------------------ | -------------- |
| 2007    | Ostry dyżur                | Tracy Martinez     | 1 odc.         |
| 2008    | Podkomisarz Brenda Johnson | Elena Contreras    | 1 odc.         |
| 2008    | Dr House                   | Sophia Velez       | 1 odc.         |
| 2009–11 | Men of a Certain Age       | Maria              | 12 odcinków    |
| 2010–11 | Friday Night Lights        | Epyck Sanders      | 4 odc.         |
| 2010–13 | Breaking Bad               | Andrea Cantillo    | 10 odc.        |
| 2012–13 | Prywatna praktyka          | Angela Reilly      | 3 odc.         |
| 2013–14 | The Bridge: Na granicy     | Adriana Mendez     | 23 odc.        |
| 2013    | Almost Human               | Paige Hernandez    | 1 odc.         |
| 2014    | Grimm                      | Frankie Gonzales   | 1 odc.         |
| 2015    | Skandal                    | Ensign Martin      | 1 odc.         |
| 2015    | Detektyw                   | Betty Chessani     | 3 odc.         |
| 2015    | Zabójcze umysły            | Tammy Vasquez      | 1 odc.         |
| 2015    | Od zmierzchu do świtu      | Lorena Vasconcelos | 1 odc.         |
| 2016    | Od zmierzchu do świtu      | Ximena Vasconcelos | 5 odc.         |
| 2017-18 | Snowfall                   | Lucia Villanueva   | w gł. obsadzie |